# Anna-Sophie Kummer
 (février 2019).
Si vous disposez d'ouvrages ou d'articles de référence ou si vous connaissez des sites web de qualité traitant du thème abordé ici, merci de compléter l'article en donnant les références utiles à sa vérifiabilité et en les liant à la section « Notes et références ».
 (février 2019).
Pour les articles homonymes, voir Kummer.
Anna-Sophie Kummer, née le 19 février 1999 aux Pays-Bas,, est une actrice néerlandaise.

## Filmographie

### Cinéma et téléfilms
- 2011 : Doctor Cheezy (nl) : Mandy
- 2014 : Brugklas (nl) : Swenja
- 2017 : 100% Coco (nl) : Roxanne
- 2017 : Sinterklaas & het gouden hoefijzer : Bloem
- 2019 : 100% Coco New York : Roxanne